# 잭 패로
잭 패로(Zac Farro, 1990년 6월 4일 ~ )는 미국의 드러머로, 파라모어의 일원으로 2010년의 탈퇴했었으나, 2017년에 다시 재합류 하였다.